# Francesco Masini
Francesco Masini, conosciuto anche come François Masini (Firenze, 16 luglio 1804 – Parigi, 20 agosto 1863), è stato un compositore italiano.